# Nuoto alla XVII Universiade
Il nuoto alle Universiadi 1993 si è svolto dal 9 al 14 luglio a Buffalo e ha visto lo svolgimento di 34 gare, 17 maschili e 17 femminili.

## Medagliere
| Posizione | Paese       |    |   |   | Totale |
| --------- | ----------- | -- | - | - | ------ |
| 1         | Stati Uniti | 14 | 8 | 5 | 27     |
| 2         | Canada      | 6  | 4 | 5 | 15     |
| 3         | Cuba        | 3  | 0 | 1 | 4      |
| 4         | Giappone    | 2  | 5 | 9 | 16     |
| 5         | Cina        | 2  | 1 | 0 | 3      |
| 6         | Australia   | 2  | 0 | 0 | 2      |
| 7         | Germania    | 1  | 4 | 3 | 8      |
| 8         | Francia     | 1  | 3 | 3 | 7      |
| 9         | Ucraina     | 1  | 3 | 1 | 5      |
| 10        | Belgio      | 1  | 2 | 1 | 4      |
| 1         | Regno Unito | 1  | 1 | 1 | 3      |
| 12        | Italia      | 0  | 2 | 1 | 3      |
| 13        | Rep. Ceca   | 0  | 1 | 0 | 1      |
| 14        | Paesi Bassi | 0  | 0 | 1 | 1      |
| 14        | Bielorussia | 0  | 0 | 1 | 1      |
| 14        | Polonia     | 0  | 0 | 1 | 1      |
| 14        | Ungheria    | 0  | 0 | 1 | 1      |

## Podi

### Uomini
| Evento               | Oro                 | Perform. | Argento             | Perform. | Bronzo            | Perform. |
| Stile libero         |                     |          |                     |          |                   |          |
| 50 m                 | David Fox           |          | Brian Kurza         |          | Dean Kondziolka   |          |
| 100 m                | David Fox           |          | Seth Pepper         |          | Pavlo Chnykin     |          |
| 200 m                | Yann deFabrique     |          | Rob McFarlane       |          | Turlough O'Hare   |          |
| 400 m                | Turlough O'Hare     |          | Yann deFabrique     |          | Valter Kalaus     |          |
| 800 m                | Turlough O'Hare     |          | Lars Jorgensen      |          | Masayuki Fujimoto |          |
| 1500 m               | Rob Darzynkiewicz   |          | Marco Formentini    |          | Masayuki Fujimoto |          |
| Dorso                |                     |          |                     |          |                   |          |
| 100 m                | Rodolfo Falcón      |          | Tripp Schwenk       |          | Emanuele Merisi   |          |
| 200 m                | Rodolfo Falcón      |          | Emanuele Merisi     |          | Tripp Schwenk     |          |
| Rana                 |                     |          |                     |          |                   |          |
| 100 m                | Jud Crawford        |          | Akira Hayashi       |          | Mario González    |          |
| 200 m                | Mario González      |          | Jean-Lionel Rey     |          | Akira Hayashi     |          |
| Farfalla             |                     |          |                     |          |                   |          |
| 100 m                | Martin Roberts      |          | Mitsuharu Takane    |          | Oliver Lampe      |          |
| 200 m                | Martin Roberts      |          | Oliver Lampe        |          | Mitsuharu Takane  |          |
| Misti                |                     |          |                     |          |                   |          |
| 200 m                | Fraser Walker       |          | Vyacheslav Valdayev |          | Jonathan Jennings |          |
| 400 m                | Iian Mull           |          | Vyacheslav Valdayev |          | Tatsuya Kinugasa  |          |
| Staffette            |                     |          |                     |          |                   |          |
| 4x100 m stile libero | Stati Uniti --- --- |          | Germania --- ---    |          | Polonia --- ---   |          |
| 4x200 m stile libero | Stati Uniti --- --- |          | Francia --- ---     |          | Germania --- ---  |          |
| 4x100 m misti        | Stati Uniti --- --- |          | Germania --- ---    |          | Giappone --- ---  |          |

### Donne
| Evento               | Oro                  | Perform. | Argento             | Perform. | Bronzo             | Perform. |
| Stile libero         |                      |          |                     |          |                    |          |
| 50 m                 | Le Jingyi            |          | Ye Beibei           |          | Richelle DePold    |          |
| 100 m                | Le Jingyi            |          | Patricia Levesque   |          | Ayako Nakano       |          |
| 200 m                | Heike Lünenschloss   |          | Whitney Hedgepeth   |          | Claire Huddart     |          |
| 400 m                | Sandra Cam           |          | Heike Lünenschloss  |          | Isabelle Arnould   |          |
| 800 m                | Christine Stephenson |          | Sandra Cam          |          | Marie-Pierre Wirth |          |
| 1500 m               | Christine Stephenson |          | Isabelle Arnould    |          | Marie-Pierre Wirth |          |
| Dorso                |                      |          |                     |          |                    |          |
| 100 m                | Barbara Bedford      |          | Yoko Koikawa        |          | Alecia Humphrey    |          |
| 200 m                | Whitney Hedgepeth    |          | Alecia Humphrey     |          | Yoko Koikawa       |          |
| Rana                 |                      |          |                     |          |                    |          |
| 100 m                | Guylaine Cloutier    |          | Svitlana Bondarenko |          | Yelena Rudkovskaya |          |
| 200 m                | Svitlana Bondarenko  |          | Yoshie Nishioka     |          | Guylaine Cloutier  |          |
| Farfalla             |                      |          |                     |          |                    |          |
| 100 m                | Yoko Kando           |          | Kristie Krueger     |          | Debbie Gaudin      |          |
| 200 m                | Yoko Kando           |          | Paige Wilson        |          | Kirsten Silvester  |          |
| Misti                |                      |          |                     |          |                    |          |
| 200 m                | Marianne Limpert     |          | Nancy Sweetnam      |          | Whitney Hedgepeth  |          |
| 400 m                | Nancy Sweetnam       |          | Hana Černá          |          | Hideko Hranaka     |          |
| Staffette            |                      |          |                     |          |                    |          |
| 4x100 m stile libero | Stati Uniti --- ---  |          | Canada --- ---      |          | Germania --- ---   |          |
| 4x200 m stile libero | Canada --- ---       |          | Regno Unito --- --- |          | Francia --- ---    |          |
| 4x100 m misti        | Stati Uniti --- ---  |          | Giappone --- ---    |          | Canada --- ---     |          |